# جشمة سيب دلي خمسير (كبغيان)
جشمة سيب دلي خمسير (بالفارسية: چشمه سیب دلی خمسیر) هي قرية تقع في إيران في قسم كبغيان الريفي. يقدر عدد سكانها بـ 32 نسمة بحسب إحصاء 2016.